# Institut de recherche en sciences humaines
L'institut de recherches en sciences humaines (ou IRSH) est un établissement d'enseignement supérieur rattaché à l'université Abdou Moumouni, au Niger.

## Historique
Historique : Issu du centre IFAN (Institut Français d’Afrique Noire) créé en 1944, et de l’ancien Centre Nigérien  de Recherches en Sciences Humaines (CNRSH) créé en 1964, l’Institut de Recherches en Sciences Humaines (IRSH) a été créé en 1974. La même année, il fut intégré à l’Université de Niamey. De ce fait, cette institution est  plus ancienne que l’Université elle-même et, est l’un des plus anciens établissements d’enseignement supérieur au Niger.
Missions : L’I.R.S.H effectue des travaux de recherches en sciences humaines et sociales en particulier sur le Niger et l’Afrique, mais également dans certains domaines apparentés comme la Paléoanthropologie. Il contribue notamment à la formation des chercheurs et étudiants en sciences humaines et sociales en collaboration avec les autres institutions de l’Université Abdou Moumouni de Niamey et participe à l’effort national de sauvegarde et de revalorisation du patrimoine culturel nigérien. Il participe en outre à la recherche de solutions aux problèmes de développement en affirmant sa double vocation d’Institution de recherches fondamentales et appliquées.

## Organisation
L'IRSH est composé de plusieurs départements et services :

### Les départements
- Département d'art et d'archéologie (DARA)
- Département d'histoire et des traditions populaires (HISTRA)
- Département de géographie et d'aménagement de l'espace (GAME)
- Département de linguistique et des langues nationales (LILAN)
- Département de sociologie du développement (SODEV)
- Département des manuscrits arabes et Ajami (MARA)

### Les services administratifs et techniques
- Secrétariat principal (SEPRI)
- Service financier
- Service de la documentation (SEDO)
- Service des archives (SERAR)
- Service de l'audiovisuel (Sonothèque)